# 피케이: 별에서 온 얼간이
《피케이: 별에서 온 얼간이》(PK)는 2014년 공개된 인도의 코미디 영화이다.

## 출연

### 주연
- 아미르 칸
- 산제이 더트
- 아누쉬카 샤르마

### 조연
- 보만 이라니
- 사우라브 슈클라
- 서샨트 싱 라즈풋
- 파리크샷 사니
- 아마르딥 자
- 사이 건드워